# Treize à la douzaine (film, 2022)
Pour les articles homonymes, voir Treize à la douzaine.
Pour plus de détails, voir Fiche technique et Distribution.
Treize à la douzaine ou Moins cher la douzaine au Québec (Cheaper by the Dozen) est un film américain réalisé par Gail Lerner, sorti en 2022.

## Fiche technique
Sauf indication contraire, les informations mentionnées dans cette section peuvent être confirmées par les bases de données cinématographiques IMDb et Allociné,  présentes dans la section « Liens externes ».
- Titre original : Cheaper by the Dozen
- Titre français : Treize à la douzaine
- Titre québécois : Moins cher la douzaine[1]
- Réalisation : Gail Lerner
- Scénario : Kenya Barris et Jenifer Rice-Genzuk, avec la collaboration de Craig Titley, d'après le roman Treize à la douzaine de Ernestine Gilbreth Carey et Frank Bunker Gilbreth Jr.
- Musique : John Paesano
  - Musiques additionnelles : Adam Hochstatter
  - Montage musical : Angie Rubin et Oren Yaacoby
- Direction artistique : Harry E. Otto
- Décors : Desma Murphy et Halina Siwolop
- Costumes : Barbara Chennault
- Maquillage : Angie Wells
- Coiffure : Tinisha Meeks
- Photographie : Mitchell Amundsen
- Son : Wayne Lemmer, Eric A. Norris, Derek Vanderhorst
- Montage : Troy Takaki
- Production : Kenya Barris
  - Production déléguée : E. Brian Dobbins, Donald J. Lee Jr., Shawn Levy et Gabrielle Union
  - Coproduction : Holly Shakoor Fleischer
- Sociétés de production : Khalabo Ink Society et Walt Disney Pictures
- Sociétés de distribution : Disney+
- Budget : n/a
- Pays de production :  États-Unis
- Langue originale : anglais
- Format : couleur - Redcode RAW (4K) - 1,78:1 (Widescreen 16:9 HD) - son Dolby Digital
- Genre : comédie, aventure, romance
- Durée : 107 minutes
- Dates de sortie[2] :
  - États-Unis, France, Belgique, Québec : 18 mars 2022 (sortie sur Disney+)[1]
- Classification :
  - États-Unis : des scènes peuvent heurter les enfants - accord parental souhaitable (PG - Parental Guidance Suggested)[note 2]
  - France : tous publics (conseillé à partir de 9 ans)
  - Québec : en attente de classement[1]

## Distribution
Sauf indication contraire, les informations mentionnées dans cette section peuvent être confirmées par la base de données cinématographiques IMDb,  présente dans la section « Liens externes ».
- Gabrielle Union (VF : Géraldine Asselin) : Zoey Baker
- Zach Braff (VF : Alexis Tomassian) : Paul Baker
- Erika Christensen (VF : Véronique Desmadryl) : Kate Baker
- Timon Kyle Durrett (VF : Jean-Baptiste Anoumon) : Dom Clayton
- Journee Brown (VF : Justine Berger) : Deja
- Kylie Rogers (VF : Clara Quilichini) : Ella
- Andre Robinson : DJ
- Caylee Blosenski : Harley
- Aryan Simhadri : Hare$h
- Leo Abelo Perry : Luca
- Mykal-Michelle Harris : Luna
- Christian Cote : Bailey
- Sebastian Cote : Bronx
- Luke Prael : Seth
- Brittany Daniel (VF : Jessie Lambotte) : Melanie
- Cynthia Daniel : Michele
- Simeon Othello Daise (VF : Baptiste Marc) : Chris

## Sorties enstreaming
Sauf indication contraire, les informations mentionnées dans cette section peuvent être confirmées par la base de données cinématographiques IMDb,  présente dans la section « Liens externes ».
- Chili : 17 mars 2022
- Allemagne : 18 mars 2022
- Argentine : 18 mars 2022
- Australie : 18 mars 2022
- Belgique : 18 mars 2022
- Brésil : 18 mars 2022
- Canada : 18 mars 2022
- Cameroun : 18 mars 2022
- Corée du Sud : 18 mars 2022
- Espagne : 18 mars 2022
- États-Unis : 18 mars 2022
- France : 18 mars 2022
- Inde : 18 mars 2022
- Indonésie : 18 mars 2022
- Italie : 18 mars 2022
- Mexique : 18 mars 2022
- Pays-Bas : 18 mars 2022
- Philippines : 18 mars 2022
- Portugal : 18 mars 2022
- Royaume-Uni : 18 mars 2022
- Suède : 18 mars 2022
- Singapour : 18 mars 2022

## Nominations
Source : Internet Movie Database
- Family Film Awards 2023 : meilleure actrice dans un long métrage pour Gabrielle Union
- NAACP Image Awards 2023 : meilleur maquillage (télévision ou cinéma) pour Chloe Sens, Joanetta Stowers, Carme Tenuta et Angie Wells
- Young Artist Awards 2023 : meilleure performance dans un film en streaming : meilleur artiste adolescent pour Aryan Simhadri